# Jia Kui
En aquest nom xinès, el cognom és Jia.
Jia Kui, (174 – ca. 230), nom estilitzat Liangdao (梁道), va ser un general militar i un buròcrata que viure durant el període de la tardana Dinastia Han Oriental de la història xinesa. Es va convertir en súbdit de l'estat Cao Wei durant el període dels Tres Regnes.

## Biografia
Jia era un nadiu de l'actual Shanxi. Després dels nomenaments per a diversos posts com prefecte, governador, i Secretari Cap del Canceller, Jia Kui va ser honrat amb el títol de Senyor del Segon Rang pel seu treball en la preparació de les seves terres per la batalla i per mantenir-les ben proveïdes. Durant una escaramussa amb Wu Oriental, Jia Kui va derrotar les forces de Lu Fan, guanyant més honors.
En el 228, durant el regnat de Cao Rui, va ser destinat amb Cao Xiu per envair Wu Oriental, participant per tant a la batalla de Shiting. En eixa batalla Cao Xiu va ser ensarronat per la deserció de Zhou Fang, encara que Jia Kui no n'estava convençut, tot i que havia vist a través de la deserció que la invasió no tenia èxit. A la fi Jia Kui va rescatar Cao Xiu després que aquest va ser aïllat per la deserció falsa de Zhou Fang, portant a terme una retirada reeixida.
El fill de Jia Kui, Jia Chong, va servir com un oficial durant la Dinastia Jin després del final del període dels Tres Regnes.